# Jakob Ulvsson
Jakob Ulvsson (1430 circa – 1521) è stato un arcivescovo cattolico svedese, arcivescovo di Uppsala dal 1469 al 1515.

## Biografia
Ulvsson proveniva da una famiglia nobile della provincia di Uppland e studiò presso le università di Rostock e di Parigi, ove ottenne il philosophiae magister nel 1460.
Trascorse gli anni tra il 1465 e il 1470 a Roma e divenne canonico di Uppsala nel 1465 e arcidiacono di Växjö nel 1468. Sebbene re Carlo VIII di Svezia volesse che un suo parente diventasse Arcivescovo di Uppsala, fu Jakob Ulvsson a essere nominato tale dal papa nel 1469 e ordinato a Roma nel 1470. Dopo, tornò a Uppsala.
Nei conflitti tra il re danese Cristiano I e il reggente svedese Sten Sture il Vecchio, Jakob Ulvsson assunse una posizione di mediatore, cercando di evitare lo scontro aperto, soprattutto in Uppland. Dopo la vittoria di Sten Sture alla battaglia di Brunkeberg nel 1471, la situazione si stabilizzò e Jakob prese parte ai lavori del consiglio privato. Viene considerato il principale sostenitore della nascita dell'Università di Uppsala, la più antica di Svezia, che fu fondata dopo l'approvazione papale tramite una bolla di Sisto IV datata 27 febbraio 1477. Ulvsson fu anche nominato primo cancelliere dell'università.
Le sue relazioni con Sten Sture il vecchio, in seguito, si deteriorarono (così come i rapporti del reggente con il resto del consiglio), e l'arcivescovo trascorse gran parte del tempo nella sua fortezza di Stäket. Nel 1497, egli e il resto del consiglio accettarono Giovanni di Danimarca come re di Svezia.
Lasciò la carica di arcivescovo nel 1515 e rimase in Svezia fino alla sua morte, avvenuta nel 1521.

## Successione apostolica
- Papa Paolo II
- Arcivescovo Jakob Ulvsson